# Nevşehir (Provinz)
Nevşehir ist eine Provinz in der inneren Türkei. Der Name leitet sich vom persischen Nau (türkisiert Nev) für „neu“ und Schahr (türkisiert Şehir) für „Stadt“ ab und bedeutet „Neustadt“. Sie umfasst den Hauptteil der geschichtlichen Region, die unter dem Namen Kappadokien bekannt ist. Die Provinzhauptstadt ist Nevşehir und liegt etwa 215 km südöstlich von der Landeshauptstadt Ankara. Die Provinz wurde 1954 durch das Gesetz Nr. 6429 aus Teilen der Provinzen Kırşehir und Niğde gebildet.

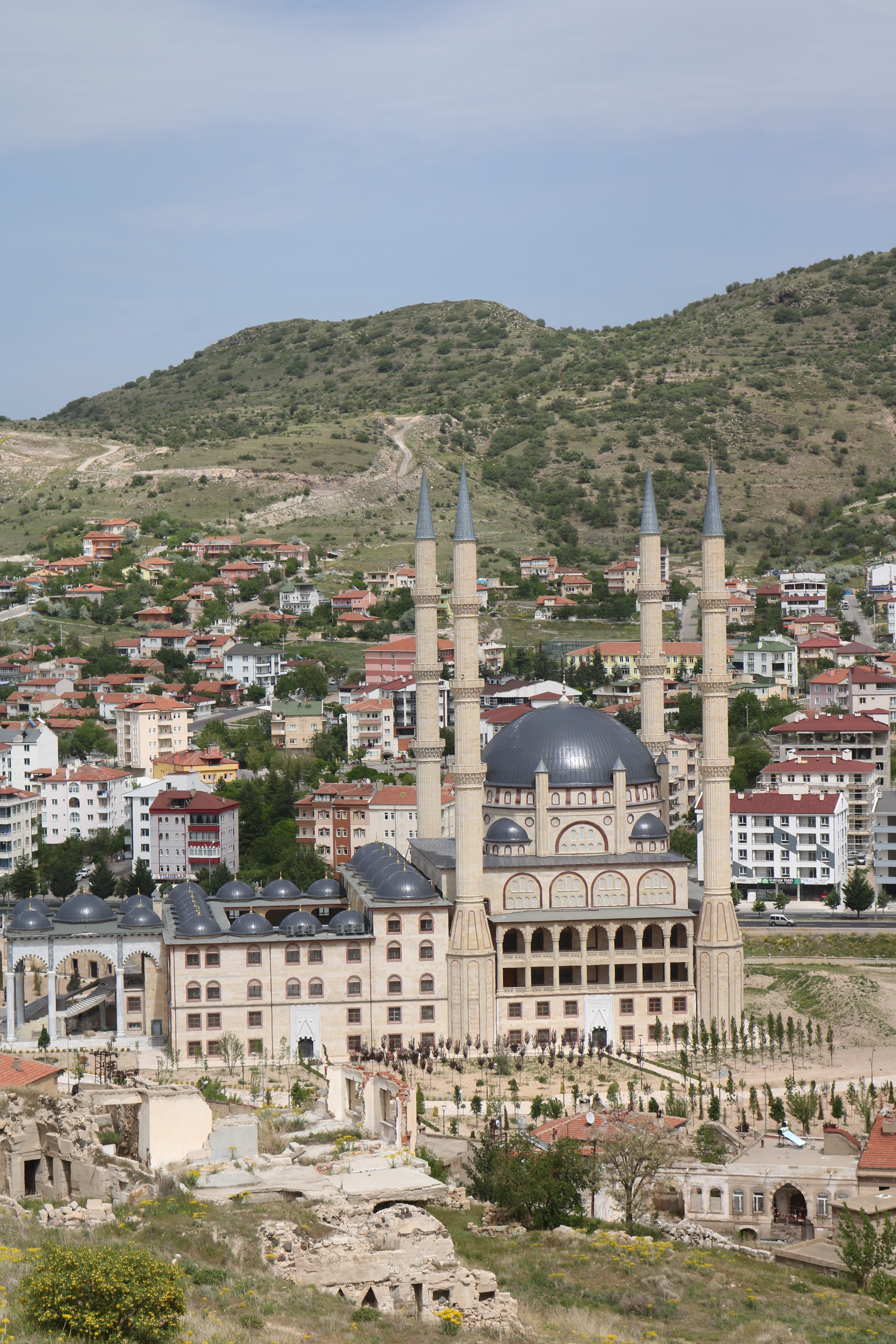
Nevşehir, Moschee

## Geographie
Die Provinz grenzt im Nordosten an die Provinz Yozgat, im Osten an die Provinz Kayseri, im Süden an die Provinz Niğde, im Südwesten an die Provinz Aksaray und im Nordwesten an die Provinz Kırşehir.

## Touristische Bedeutung
Die zentrale Lage in der Ferienregion Kappadokien mit etlichen großen Hotels machen die Stadt Nevşehir zu einem Zentrum des internationalen Tourismus. Die als UNESCO-Welterbe ausgewiesene Region wird jährlich von vier bis fünf Millionen Touristen besucht. Der Flughafen Nevşehir-Kapadokya liegt etwa 30 Kilometer nordwestlich vom Stadtzentrum.

## Verwaltungsgliederung
Die Provinz gliedert sich in acht Landkreise (İlçe):
| Kreis- code 1       | Landkreis (İlçe)    | Fläche 2 (km²) | Bevölkerung (2020) 3 | Bevölkerung (2020) 3       | Anzahl der Einheiten   | Anzahl der Einheiten  | Anzahl der Einheiten | Bevölke- rungs- dichte (Ew./km²) | städt. Anteil (in %) | Sex Ratio 4 | Grün- dungs- datum 5, 6 |
| Kreis- code 1       | Landkreis (İlçe)    | Fläche 2 (km²) | Landkreis (İlçe)     | Verwal- tungssitz (Merkez) | Gemein- den (Belediye) | Stadt- viertel (Mah.) | Dörfer (Köy)         | Bevölke- rungs- dichte (Ew./km²) | städt. Anteil (in %) | Sex Ratio 4 | Grün- dungs- datum 5, 6 |
| ------------------- | ------------------- | -------------- | -------------------- | -------------------------- | ---------------------- | --------------------- | -------------------- | -------------------------------- | -------------------- | ----------- | ----------------------- |
| 1749                | Acıgöl              | 456            | 19.362               | 6.042                      | 3                      | 8                     | 10                   | 42,5                             | 57,09                | 963         | 1987                    |
| 1155                | Avanos              | 995            | 32.932               | 14.361                     | 4                      | 17                    | 16                   | 33,1                             | 73,17                | 1005        |                         |
| 1274                | Derinkuyu           | 473            | 20.938               | 10.974                     | 2                      | 10                    | 7                    | 44.3                             | 70,08                | 988         | 1960                    |
| 1367                | Gülşehir            | 879            | 21.615               | 12.226                     | 1                      | 10                    | 31                   | 24,6                             | 56,56                | 1040        |                         |
| 1374                | Hacıbektaş          | 750            | 10.958               | 5.106                      | 1                      | 3                     | 30                   | 14,6                             | 46,60                | 1054        | 1948                    |
| 1485                | Kozaklı             | 772            | 13.193               | 7.582                      | 1                      | 10                    | 27                   | 17,1                             | 57,47                | 1011        | 1954                    |
| 1543                | Merkez Nevşehir     | 574            | 150.267              | 117.598                    | 9                      | 44                    | 9                    | 261,8                            | 94,42                | 1022        |                         |
| 1707                | Ürgüp               | 587            | 35.697               | 23.237                     | 2                      | 14                    | 23                   | 60,8                             | 73,49                | 1039        |                         |
| PROVINZ 50 Nevşehir | PROVINZ 50 Nevşehir | 5.486          | 304.962              |                            | 23                     | 116                   | 153                  | 55,6                             | 79,63                | 1018        | 1954                    |

## Bevölkerung
In Nevşehir leben heute sehr viele Turkmenen. Von den Turkmenen sind die meisten Aleviten und von den Türken die meisten Sunniten.

### Ergebnisse der Bevölkerungsfortschreibung
Nachfolgende Tabelle zeigt die jährliche Bevölkerungsentwicklung nach der Fortschreibung durch das 2007 eingeführte adressierbare Einwohnerregister (ADNKS). Zusätzlich sind die Bevölkerungswachstumsrate und das Geschlechterverhältnis (Sex Ratio d. h. Anzahl der Frauen pro 1000 Männer) aufgeführt. Der Zensus von 2011 ermittelte 284.150 Einwohner, das sind über 25.000 Einwohner weniger als zum Zensus 2000.

| Jahr | Bevölkerung am Jahresende | Bevölkerung am Jahresende | Bevölkerung am Jahresende | Wachstums- rate der Be- völkerung (in %) | Geschlechter verhältnis (Frauen auf 1000 Männer) | Rang (unter den 81 Provinzen) |
| Jahr | gesamt                    | männlich                  | weiblich                  | Wachstums- rate der Be- völkerung (in %) | Geschlechter verhältnis (Frauen auf 1000 Männer) | Rang (unter den 81 Provinzen) |
| ---- | ------------------------- | ------------------------- | ------------------------- | ---------------------------------------- | ------------------------------------------------ | ----------------------------- |
| 2020 | 304.962                   | 151.134                   | 153.828                   | 0,64                                     | 1018                                             | ?                             |
| 2019 | 303.010                   | 150.047                   | 152.963                   | 1,57                                     | 1019                                             | ?                             |
| 2018 | 298.339                   | 147.438                   | 150.901                   | 2,04                                     | 1023                                             | 60                            |
| 2017 | 292.365                   | 144.219                   | 148.146                   | 0,51                                     | 1027                                             | 60                            |
| 2016 | 290.895                   | 143.698                   | 147.197                   | 1,44                                     | 1024                                             | 60                            |
| 2015 | 286.767                   | 141.942                   | 144.825                   | 0,18                                     | 1020                                             | 61                            |
| 2014 | 286.250                   | 142.418                   | 143.832                   | 0,28                                     | 1010                                             | 60                            |
| 2013 | 285.460                   | 141.239                   | 144.221                   | 0,09                                     | 1021                                             | 60                            |
| 2012 | 285.190                   | 140.952                   | 144.238                   | 0,69                                     | 1023                                             | 60                            |
| 2011 | 283.247                   | 139.955                   | 143.292                   | 0,32                                     | 1024                                             | 60                            |
| 2010 | 282.337                   | 139.123                   | 143.214                   | −0,59                                    | 1029                                             | 60                            |
| 2009 | 284.025                   | 140.348                   | 143.677                   | 0,83                                     | 1024                                             | 60                            |
| 2008 | 281.699                   | 139.025                   | 142.674                   | 0,59                                     | 1026                                             | 60                            |
| 2007 | 280.058                   | 138.092                   | 141.966                   | −                                        | 1028                                             | 61                            |
| 2000 | 309.914                   | 153.088                   | 156.826                   |                                          | 1024                                             | 61                            |

### Volkszählungsergebnisse
Nachfolgende Tabellen geben den bei den 14 Volkszählungen dokumentierten Einwohnerstand der Provinz Nevşehir wieder.
Die Werte bis zum Jahr 1960 sind E-Books (der Originaldokumente) entnommen, die Werte ab 1965 entstammen der Datenabfrage des Türkischen Statistikinstituts TÜIK – abrufbar über diese Webseite:
| Jahr | Bevölkerung | Bevölkerung | Rang |
| Jahr | Provinz     | Türkei      | Rang |
| ---- | ----------- | ----------- | ---- |
| 1955 | 167.913     | 24.064.763  | 58   |
| 1960 | 187.398     | 27.754.820  | 58   |
| 1965 | 203.316     | 31.391.421  | 58   |
| 1970 | 229.830     | 35.605.176  | 58   |
| 1975 | 249.308     | 40.347.719  | 58   |

| Jahr | Bevölkerung | Bevölkerung | Rang |
| Jahr | Provinz     | Türkei      | Rang |
| ---- | ----------- | ----------- | ---- |
| 1980 | 256.933     | 44.736.957  | 59   |
| 1985 | 278.129     | 50.664.458  | 58   |
| 1990 | 289.509     | 56.473.035  | 59   |
| 2000 | 309.914     | 67.803.927  | 61   |

Anzahl der Provinzen bezogen auf die Censusjahre:
- 1955: 67 Provinzen
- 1960 bis 1985: 73 Provinzen
- 1990: 73 Provinzen
- 2000: 81 Provinzen

## Sehenswürdigkeiten

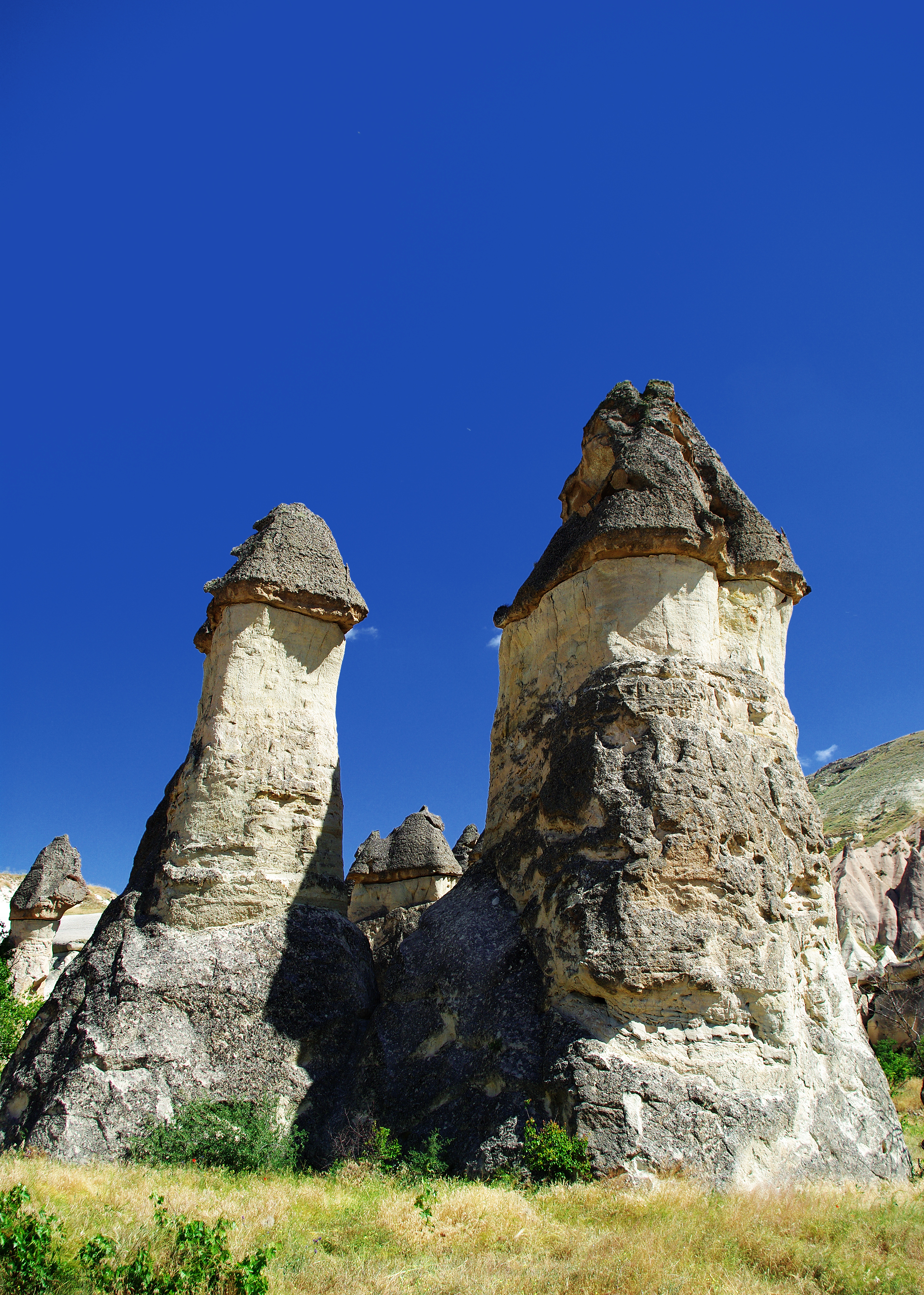
Kappadokien

Die Stadt Nevşehir liegt im Zentrum der Region Kappadokien, in der Provinz gibt es zahlreiche Sehenswürdigkeiten, die Tufflandschaft mit vielen Beispielen für die Höhlenarchitektur in Kappadokien, eine Vielzahl unterirdischer Städte (z. B. in Derinkuyu und Kaymaklı), Felsenburgen in Uçhisar und Ortahisar, die Freilichtmuseen von Göreme und Zelve mit den Feenkaminen, die Karawanserei Sarıhan und vieles andere. Beim Dorf Gökçetoprak im Landkreis Gülşehir zeugt der Inschriftenstein von Suvasa von der Anwesenheit von Luwiern in dem Gebiet. Etwa neun Kilometer südlich von Acıgöl liegt die Felsinschrift von Topada des Königs Wasusarma von Tabal, die von Kampfhandlungen im 8. Jahrhundert v. Chr. in der Umgebung berichtet. Der Grabkomplex des alevitischen Mystikers Hadschi Bektasch Weli befindet sich im gleichnamigen Landkreis Hacıbektaş. Etwa zehn Kilometer südwestlich von Hacıbektaş liegt auf einem Tafelberg die späthethitische Felsinschrift von Karaburna, die einen Vertrag zwischen Sipi, dem König, und Sipi, Sohn des Ni, über den Wiederaufbau der dortigen Festung zum Inhalt hat.
Seit dem Jahr 1985 gehört der Nationalpark Göreme mit seinen markanten Tuffsteinformationen zum UNESCO-Welterbe.
Im Landkreis Hacıbektaş liegt der alevitische Pir Hacı Bektaş Veli begraben. 